# Delpinophytum patagonicum
Delpinophytum patagonicum là một loài thực vật có hoa trong họ Cải. Loài này được (Speg.) Speg. mô tả khoa học đầu tiên năm 1903.